# 阿波中島站
阿波中島站（日语：／ Awa-nakashima eki */?）是一位於日本德島縣阿南市那賀川町赤池、隸屬於四國旅客鐵道（JR四國）的鐵路車站。車站編號為M11。2010年9月1日起，因應精簡人手，與同市的桑野站一同降格為無人站，並交由地方自治體作業務委託。現時只停靠普通列車，而每天早上一班上行列車則會通過。

## 車站結構
為單層木製站舍，源用一般站舍的設計模式，設有候車大堂、原站務室及洗手間。無人化後，由於由附近商舖作業務委託代售車票，所以現時站務室已經不再使用。

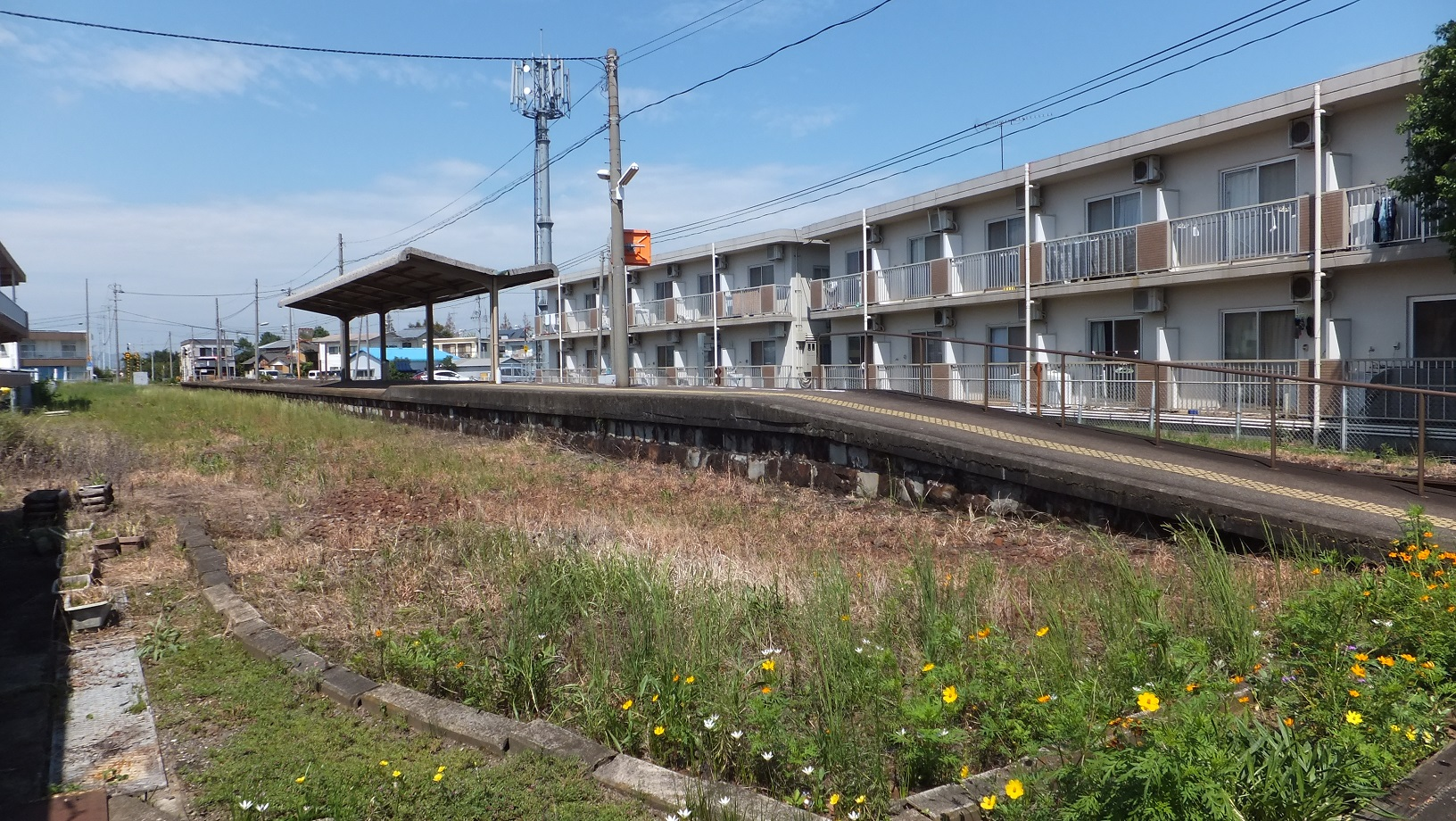
已遭撤去的其中一邊月台。(2015年9月)

和阿波橘站的情況相同，原本設計為1座島式月台，後來因班次及列車交換次數減少，便將近站舍的路軌撤去，變成現在的側式月台1個，列車不能在此交換。在月台末端向阿南站方向設有無障礙斜道出入，有效長度為4輛。月台中央設有蓋候車亭。列車靠站時，下行往阿南站方向為右側上落，上行往德島站方向為左側上落。

### 月台配置
| 路線    | 方向     | 目的地                         |
| ------- | -------- | ------------------------------ |
| ■牟岐線 | （上行） | 德島、板野、穴吹、阿波川島方向 |
| ■牟岐線 | （下行） | 阿南、牟岐、阿波海南方向       |

## 歷史
- 1936年3月27日：開業，當時的平假名寫法為「あわなかじま」。
- 1936年10月15日：平假名寫法改為「あわなかしま」。
- 1987年4月1日：日本國鐵分割民營化，車站的營運由JR四國繼承。
- 2010年9月1日：無人化，業務委託化。

## 歷年乘車人數
- 290人（1995年度）
- 270人（1996年度）
- 245人（1997年度）
- 246人（1998年度）
- 246人（1999年度）
- 244人（2000年度）
- 245人（2001年度）
- 245人（2002年度）
- 233人（2003年度）
- 212人（2004年度）
- 200人（2005年度）
- 207人（2006年度）
- 209人（2007年度）
- 207人（2008年度）
- 193人（2009年度）
- 205人（2010年度）

## 相鄰車站
四國旅客鐵道（JR四國）
■牟岐線
西原（M10）－阿波中島（M11）－阿南（M12）

## 外部連結
- JR四國阿波中島站 （页面存档备份，存于）